# Mosul Football Club
El Mosul Football Club o Mosul Sport Club (en árabe: نادي الموصل) es un club de fútbol de Irak, de la ciudad de Mosul. Fue fundado en 1957 y juega en la Super Liga de Irak.

## Historia
El equipo fue fundado en 1957. El club se retiró de la Super Liga de Irak en la temporada 2007/08. En la temporada siguiente regresó, pero tuvo que volver a retirarse de la competición debido a problemas financieros.

## Uniforme
- Uniforme titular: Camiseta roja con mangas blancas, pantalón rojo y medias blancas.
- Uniforme alternativo: Camiseta blanca con mangas rojas, pantalón blanco y medias rojas.